# Neuraeschna capillata
Neuraeschna capillata är en trollsländeart som beskrevs av Machet 1990. Neuraeschna capillata ingår i släktet Neuraeschna och familjen mosaiktrollsländor. Inga underarter finns listade i Catalogue of Life.